# Fischen im Allgäu
Fischen im Allgäu è un comune tedesco di 2 961 abitanti, situato nel land della Baviera.